# Bardo Henning
Michael Bardo Henning (Fulda, 15 juni 1955) is een Duitse jazzpianist, accordeonist en componist.

## Biografie
Henning leerde als kind piano spelen en was op jeugdige leeftijd actief als kerkorganist. Hij studeerde muziek aan de Fachhochschule Gießen-Fulda en aan de Musikhochschule Graz. Hij hield zich intensief bezig met de klanktalen van Thelonious Monk, McCoy Tyner en Cecil Taylor. In zijn onvrede daarmee ontwikkelde hij zijn eigen akkoordverbindingen en een individuele pianostijl. Al tijdens de studie formeerde hij in 1980 het kwartet Serene met de saxofonist Johannes Barthelmes, dat later vanuit Berlijn optrad. Het kwartet nam enkele platen op, o.a. samen met de trompettist Hannibal Marvin Peterson en won jazzprijzen. In 1985 formeerden Henning en Barthelmes met het Experimenti Berlin Orchestra een aan het workshopkenmerk verplichte grote formatie, waarvoor Henning de meeste composities schreef.
Hij speelde met Sirone en Tony Oxley in een trio, met Albert Mangelsdorff en Günter 'Baby' Sommer in een duo, maar ook als solopianist. Met Herbert Hellhund, Matthias Schubert, Detlef Landeck en Detlev Beier speelde hij in de band Hannover Calling. Aan de piano begeleidde hij Turkse zangsterren als Leman Sam en Selda Bağcan en trad hij op in een trio met Carlos Bica en Ammando Chuh. Daarnaast speelt hij sinds 1998 met zijn trio Bardomaniacs stedelijke folklore. Verder werkte hij samen met zangeres Linda Becker en fagottiste Elisabeth Böhm-Christl.
Henning kreeg talrijke compositie-opdrachten (waaronder de Eislerchor en Saxophonquadrat). In 1993 voerde hij tijdens de Donaueschinger Musiktagen zijn Wüstencommunication op. In 1998 kreeg hij de opdracht van de Nedersaksische landsregering om de muziek te schrijven voor de centrale viering van de Tag der Deutschen Einheit. Vanwege een achttactisch citaat van het DDR-volkslied Auferstanden aus Ruinen, dat hij had geschreven in driekwartsmaat, kwam het daarbij tot een politiek schandaal. Edmund Stoiber weigerde deel te nemen aan de festiviteiten.
Hennings in 1988 opgevoerde jazzopera Achmets Traum ging van 2002 tot 2004 in opdracht van het Bundesministeriums für Jugend und Familie met vijf breakdancers, een Turks koor, het Landesjugendjazzorchester Berlin en vertolkers op tournee. In 2001 was hij artist in residence aan de Hochschule für Musik und Theater Hannover. Hij heeft opgetreden op internationale jazzfestivals (Pori, Brussel, Edinburgh, Istanboel, Berlijn) en gaf samen met zangeres Gina Pietsch vorm aan een Tucholsky-avond. 
In 2015 verscheen een cd met door hen gecomponeerde Liedern der Verschollenen, dichters die door de nazi's werden doodgezwegen, gedood, uitgezet of verdreven werden of wiens boeken werden vernietigd bij de boekverbranding.

## Onderscheidingen
In 1982 kreeg Serene voor haar eerste plaat de eerste prijs van de Duitse phono-academie. In 1989 werd Henning onderscheiden met de SWF-jazzprijs. In 2005 kreeg hij de publieksprijs van het Internationaal Theaterfestivals van Monastir (Tunesië).
- Gemeinsame Normdatei: 134707516
- International Standard Name Identifier: 0000 0000 5831 2374
- MusicBrainz: f2c48a76-573d-4e21-94c0-5020f266f5c8
- Virtual International Authority File: 79740754
- WorldCat: E39PBJkdjMTwj778HvMcTBk7HC